# Kostas Tsimikas
Konstantinos "Kostas" Tsimikas (græsk: Κώστας Τσιμίκας, født 12. maj 1996) er en græsk professionel fodboldspiller der spiller som venstreback engelske klub Liverpool F.C. i Premier League.
Han har tidligere spillet for Olympiacos samt haft lejeophold hos Esbjerg og Willem II.

## Klubkarriere

### Olympiakos
Han fik sin debut i den græske Superleague i en kamp mod Kalloni F.C. den 19. december 2015.

#### Udlån til Esbjerg
Den 28. december 2016 blev han udlejet til Esbjerg på en lejeaftale gældende frem til sommeren 2017. D. 17. februar 2017 fik han sin debut for klubben, hvor han i øvrigt scoret og lagde op til et mål i en 3-0 sejr over SønderjyskE. Han forlod klubben efter 13 kampe og returnerede til Olympiakos.

#### Udlån til Willem II
D. 30. juni 2017 blev Tsimikas igen udlejet, denne gang til den hollandske klub Willem II indtil sommeren 2018. I sæsonen 2017-18 i Eredivisie startede han 32 ud af 34 kampe. Tsimikas scorede bl.a. et saksesparkmål i en 3-2 sejr over FC Utrecht, som senere blev kåret til Voetbal International månedens mål.

#### Retur til Olympiakos
Tsimikas blev beholdt i den græske trup forud for 2018-19 sæsonen. Her blev den 22-årige Tsimikas bl.a. tilbudt en ny kontrakt, som bandt ham til klubben frem til sommeren 2023.

### Liverpool
10. august 2020 blev Tsimikas præsenteret som ny Liverpool-spiller for en sum på £11,75 mio. Rygterne gik ellers på, at Liverpool var tæt på at hente venstrebacken Jamal Lewis i Norwich, men da Norwich valuerede Lewis for højt, kunne de to klubber ikke nå til enighed. Valget faldt derefter på Jürgen Klopps andenprioritet, Tsimikas, efter at den græske venstreback havde imponeret for Olympiakos – især i Europa League. I Liverpool fik Tsimikas trøjenummer 21.
I Liverpool var Tsimikas udset til at være backup for førstevalget på venstreback-positionen, Andrew Robertson, og derfor er det ikke så underligt, at han i de første to sæsoner blot fik 15 PL-kampe for klubben. Han har dog derudover spillet flere pokalkampe og kampe i Champions League. I finalen i FA Cuppen i 2022 mod Chelsea F.C. kom han ind i den forlængede spilletid, da Robertson blev skadet, og Tsimikas endte med at sikre Liverpool trofæet i straffesparkskonkurrencen, da han scorede det afgørende mål.

## Internationale karriere
Tsimikas kom for første gang i den græske landsholdstrup forud for UEFA Nations League 2018-19 i kampene mod Ungarn og Finland i oktober. Han fik sin debut for seniorlandsholdet i kampen mod Ungarn d. 12. oktober 2018, hvor han bl.a. lagde det afgørende indlæg, som Kostas Mitroglou scorede på, hvilket var kampens eneste scoring.